# Campeonato de Clubes da CFU de 2012
O Campeonato de Clubes da CFU de 2012 é a edição de 2012 do Campeonato de Clubes da CFU, que é a competição anual realizada entre os clubes cujas associações de futebol são afiliadas à União Caribenha de Futebol - (CFU). Os três melhores times do torneio se classificam para a Liga dos Campeões da CONCACAF de 2012-13.

## Equipes Classificadas
Os seguintes clubes foram inscritos na competição:
| Associação        | Equipe                  | Método de Qualificação                                |
| ----------------- | ----------------------- | ----------------------------------------------------- |
| Antígua e Barbuda | Antigua Barracuda       | — (Participando da USL Professional Division)         |
| Bermuda           | North Villiage Rams     | Campeão - 2010–11 Bermudian Premier Division          |
| Ilhas Cayman      | Elite SC                | Campeão - 2010–11 Cayman Islands League               |
| Ilhas Cayman      | George Town             | Campeão - 2011 Cayman Islands FA Cup                  |
| Curaçao           | Hubentut Fortuna        | Campeão - 2010–11 Curaçao League                      |
| Curaçao           | Centro Barber           | Vice-campeão - 2010–11 Curaçao League                 |
| Guiana            | Alpha United            | Campeão - 2010 GFF National Super League              |
| Guiana            | Milerock                | Vice-campeão - 2010 GFF National Super League         |
| Haiti             | Victory                 | Campeão - 2010 Ligue Haïtienne: Série de Clôture      |
| Haiti             | Baltimore               | Campeão - 2011 Ligue Haïtienne: Série de Overture     |
| Porto Rico        | Puerto Rico IslandersDT | — (Participando da North American Soccer League)      |
| Porto Rico        | Bayamón                 | Campeão - 2011 Liga Nacional de Fútbol de Puerto Rico |
| Suriname          | Inter Moengotapoe       | Campeão - 2010–11 Hoofdklasse                         |
| Trinidad e Tobago | Caledonia AIA           | 1º lugar - 2011–12 TT Pro League                      |
| Trinidad e Tobago | W Connection            | 2º lugar - 2011–12 TT Pro League                      |

DT Detentor do título
As seguintes associações  que não classificaram uma equipe:
| - Anguilla - Aruba - Bahamas - Barbados - Ilhas Virgens Britânicas - Cuba - Dominica | - República Dominicana - Guiana Francesa - Granada - Guadalupe - Jamaica - Martinica - Montserrat | - São Cristóvão e Nevis - Santa Lúcia - São Martinho Francês - São Vicente e Granadinas - São Martinho Neerlandês - Turks e Caicos - Ilhas Virgens Americanas |

## Primeira Fase
O vencedor de cada grupo e o melhor segundo colocado avançam para a segunda fase.

### Grupo 1
Partidas - 25–29 de março nas Ilhas Cayman (Anfitrião: Elite).
| Time               | Pts | J | V | E | D | GP | GC | SG |
| ------------------ | --- | - | - | - | - | -- | -- | -- |
| George Town        | 4   | 2 | 1 | 1 | 0 | 2  | 1  | +1 |
| Elite              | 3   | 2 | 1 | 0 | 1 | 3  | 3  | 0  |
| North Village Rams | 1   | 2 | 0 | 1 | 1 | 1  | 2  | −1 |

| 25 de março de 2012 | George Town | 0 – 0     | North Village Rams | T.E. Mcfield Sports Centre, George Town  |
| 19:00 UTC−5         |             | Relatório |                    | Público: 1 800 Árbitro: JAM Dwight Royal |

| 27 de março de 2012 | North Village Rams | 1 – 2     | Elite           | T.E. Mcfield Sports Centre, George Town  |
| 19:30 UTC−5         | Bean 60'           | Relatório | Carter 13', 66' | Público: 1 700 Árbitro: JAM Kevin Thomas |

| 29 de março de 2012 | Elite     | 1 – 2     | George Town                     | T.E. Mcfield Sports Centre, George Town |
| 19:30 UTC−5         | Wright 5' | Relatório | Malcolm 40' · Cuevas-Ebanks 87' | Árbitro: JAM Dwight Royal               |

### Grupo 2
Partidas serão disputadas entre 15–21 de abril na Guiana (Anfitrião: Alpha United).
| Time              | Pts | J | V | E | D | GP | GC | SG |
| ----------------- | --- | - | - | - | - | -- | -- | -- |
| Inter Moengotapoe | 9   | 3 | 3 | 0 | 0 | 11 | 3  | +8 |
| Alpha United      | 6   | 3 | 2 | 0 | 1 | 5  | 2  | +3 |
| Hubentut Fortuna  | 3   | 3 | 1 | 0 | 2 | 5  | 7  | −2 |
| Milerock          | 0   | 3 | 0 | 0 | 3 | 2  | 11 | −9 |

| 17 de abril de 2012 | Milerock  | 1 – 2     | Hubentut Fortuna                | Providence Stadium, Providence           |
| 16:00 UTC−4         | Sears 31' | Relatório | Trenidad 69' · Gomes Chacas 79' | Público: 100 Árbitro: ARU Rudolph Angela |

| 17 de abril de 2012 | Alpha United | 0 – 1     | Inter Moengotapoe | Providence Stadium, Providence          |
| 18:00 UTC−4         |              | Relatório | Rijssel 23'       | Público: 100 Árbitro: PUR Javier Santos |

| 19 de abril de 2012 | Inter Moengotapoe                                                       | 7 – 1     | Milerock    | Providence Stadium, Providence                |
| 16:00 UTC−4         | Rijssel 8', 87' · Adensiba 28' · Pinas 52' · Jimmy 62' (pên), 76' (pên) | Relatório | Fordyce 45' | Público: 100 Árbitro: CAY Christophel Stewart |

| 19 de abril de 2012 | Hubentut Fortuna | 1 – 3     | Alpha United                        | Providence Stadium, Providence          |
| 18:00 UTC−4         | Flaneur 59'      | Relatório | Murray 5' · Abrams 25' · Wilson 84' | Público: 150 Árbitro: BRB Adrian Skeete |

| 21 de abril de 2012 | Inter Moengotapoe                     | 3 – 2     | Hubentut Fortuna               | Providence Stadium, Providence         |
| 16:00 UTC−4         | Jimmy 44' · Vlijter 65' · Rijssel 70' | Relatório | Gomes Chacas 45' · Belliot 60' | Público: 50 Árbitro: PUR Javier Santos |

| 21 de abril de 2012 | Alpha United   | 2 – 0     | Milerock | Providence Stadium, Providence               |
| 18:00 UTC−4         | Abrams 7', 80' | Relatório |          | Público: 50 Árbitro: CAY Christophel Stewart |

### Grupo 3
Partidas - 15–21 de abril no Haiti.
| Time      | Pts | J | V | E | D | GP | GC | SG |
| --------- | --- | - | - | - | - | -- | -- | -- |
| Victory   | 4   | 2 | 1 | 1 | 0 | 6  | 2  | +4 |
| Baltimore | 4   | 2 | 1 | 1 | 0 | 3  | 1  | +2 |
| Bayamón   | 0   | 2 | 0 | 0 | 2 | 1  | 7  | −6 |

- Centro Barber desistiu de participar.

| 17 de abril de 2012 | Baltimore                | 2 – 0     | Bayamón | Stade Sylvio Cator, Port-au-Prince      |
| 17:00 UTC−4         | Titin 7' · Dieujuste 82' | Relatório |         | Público: 2 000 Árbitro: CUB Marcos Brea |

| 19 de abril de 2012 | Bayamón     | 1 – 5     | Victory                                    | Stade Sylvio Cator, Port-au-Prince        |
| 17:00 UTC−4         | Rosario 64' | Relatório | Charles 45' · B. Pierre 22', 57', 73', 82' | Público: 250 Árbitro: CUB David Rubalcaba |

| 21 de abril de 2012 | Baltimore     | 1 – 1     | Victory         | Stade Sylvio Cator, Port-au-Prince        |
| 17:00 UTC−4         | T. Pierre 86' | Relatório | B. Pierre 90+2' | Público: 3 500 Árbitro: DOM Sandy Vasquez |

### Melhor segundo colocado
Para determinar o melhor segundo colocado, uma vez que os Grupos 1 e 3 tinham três equipes cada em comparação ao Grupo 2 que possuía 4, os resultados do último colocado no Grupo 2 - Milerock - foram anulados e a classificação recalculada.
| Time         | Pts | J | V | E | D | GP | GC | SG |
| ------------ | --- | - | - | - | - | -- | -- | -- |
| Baltimore    | 4   | 2 | 1 | 1 | 0 | 3  | 1  | +2 |
| Alpha United | 3   | 2 | 1 | 0 | 1 | 3  | 2  | +1 |
| Elite        | 3   | 2 | 1 | 0 | 1 | 3  | 3  | 0  |

## Segunda Fase
Os dois primeiros de cada grupo avançam para a fase final.

### Grupo 4
Partidas nas Ilhas Cayman (Anfitrião: George Town).
| Time                  | Pts | J | V | E | D | GP | GC | SG  |
| --------------------- | --- | - | - | - | - | -- | -- | --- |
| Puerto Rico Islanders | 4   | 2 | 1 | 1 | 0 | 8  | 0  | +8  |
| Caledonia AIA         | 4   | 2 | 1 | 1 | 0 | 5  | 0  | +5  |
| George Town           | 0   | 2 | 0 | 0 | 2 | 0  | 13 | −13 |

- Baltimore desistiu de participar devido a problemas para retirada dos vistos para ingressar nas Ilhas Cayman.[2]

| 21 de Maio de 2012 | Puerto Rico Islanders | 0 – 0     | Caledonia AIA | T.E. Mcfield Sports Centre, George Town |
| 19:30 UTC−5        |                       | Relatório |               | Público: 100 Árbitro: JAM Raymond Bogle |

| 23 de Maio de 2012 | Caledonia AIA                                   | 5 – 0     | George Town | T.E. Mcfield Sports Centre, George Town     |
| 19:30 UTC−5        | Jorsling 47', 70' · Caesar 72', 76' · Smith 80' | Relatório |             | Público: 200 Árbitro: VIN Caswell Cambridge |

| 25 de Maio de 2012 | George Town | 0 – 8     | Puerto Rico Islanders                                                                          | T.E. Mcfield Sports Centre, George Town   |
| 19:30 UTC−5        |             | Relatório | Ramos 4', 20' · Faña 22', 54', 56' · Elliott 27' (g.c.) · Richardson 44' · Robinson 61' (g.c.) | Público: 300 Árbitro: BAH Wilson da Costa |

### Grupo 5
Partidas em Trinidad e Tobago (Anfitrião: W Connection).
| Time              | Pts | J | V | E | D | GP | GC | SG  |
| ----------------- | --- | - | - | - | - | -- | -- | --- |
| Antigua Barracuda | 7   | 3 | 2 | 1 | 0 | 5  | 1  | +4  |
| W Connection      | 6   | 3 | 2 | 0 | 1 | 9  | 2  | +7  |
| Victory           | 4   | 3 | 1 | 1 | 1 | 8  | 4  | +4  |
| Inter Moengotapoe | 0   | 3 | 0 | 0 | 3 | 2  | 17 | –15 |

| 6 de Maio de 2012 | W Connection   | 2 – 0     | Victory | Manny Ramjohn Stadium, San Fernando     |
| 17:30 UTC−4       | Arcia 16', 77' | Relatório |         | Público: 300 Árbitro: BAR Trevor Taylor |

| 6 de Maio de 2012 | Antigua Barracuda             | 3 – 0     | Inter Moengotapoe | Manny Ramjohn Stadium, San Fernando   |
| 19:30 UTC−4       | Thomas 9', 89' · Griffith 43' | Relatório |                   | Público: 260 Árbitro: PUR Osiel Nunez |

| 8 de Maio de 2012 | Victory | 0 – 0     | Antigua Barracuda | Manny Ramjohn Stadium, San Fernando       |
| 17:30 UTC−4       |         | Relatório |                   | Público: 200 Árbitro: CUR Javier Jauregui |

| 8 de Maio de 2012 | Inter Moengotapoe | 0 – 6     | W Connection                                                | Manny Ramjohn Stadium, San Fernando       |
| 19:30 UTC−4       |                   | Relatório | Winchester 3', 52' · Arcia 31', 59' · Cupid 42' · Brito 64' | Público: 250 Árbitro: GUY Sherwin Johnson |

| 10 de Maio de 2012 | Inter Moengotapoe  | 2 – 8     | Victory                                                                 | Manny Ramjohn Stadium, San Fernando     |
| 17:30 UTC−4        | Misiedjan 39', 45' | Relatório | Charles 1', 56', 79', 90' · Toussaint 3' · Pierre 32', 75' · Beaugé 51' | Público: 390 Árbitro: BAR Trevor Taylor |

| 10 de Maio de 2012 | W Connection      | 1 – 2     | Antigua Barracuda      | Manny Ramjohn Stadium, San Fernando   |
| 19:30 UTC−4        | Dublin 21' (g.c.) | Relatório | Aldred 37' · Byers 42' | Público: 400 Árbitro: PUR Osiel Nunez |

## Fase Final
Os três melhores times se classificam para a Liga dos Campeões da CONCACAF de 2012-13.
| Time                  | Pts | J | V | E | D | GP | GC | SG |
| --------------------- | --- | - | - | - | - | -- | -- | -- |
| W Connection          | 3   | 1 | 1 | 0 | 0 | 4  | 1  | +3 |
| Caledonia AIA         | 3   | 1 | 1 | 0 | 0 | 2  | 0  | +2 |
| Antigua Barracuda     | 0   | 1 | 0 | 0 | 1 | 0  | 2  | –2 |
| Puerto Rico Islanders | 0   | 1 | 0 | 0 | 1 | 1  | 4  | –3 |

### Semifinais
| 19 de Junho de 2012 | Antigua Barracuda | 0 – 2     | Caledonia AIA               | Manny Ramjohn Stadium, San Fernando       |
| 18:00 UTC−4         |                   | Relatório | Abu Bakr 65' · Jorsling 86' | Público: 305 Árbitro: SUR Jermain Elskamp |

| 19 de Junho de 2012 | Puerto Rico Islanders | 1 – 4     | W Connection                                 | Manny Ramjohn Stadium, San Fernando     |
| 20:00 UTC−4         | Hansen 76'            | Relatório | R. Brito 28', 66' · J. Brito 58' · Arcia 90' | Público: 400 Árbitro: BAR Trevor Taylor |

### Partida terceiro lugar
| 21 de Junho de 2012 | Antigua Barracuda | 0 – 2     | Puerto Rico Islanders       | Manny Ramjohn Stadium, San Fernando     |
| 18:00 UTC−4         |                   | Relatório | Hansen 19' · Faña 52' (pen) | Público: 250 Árbitro: BAR Adrian Skeete |

### Final
| 21 de Junho de 2012 | Caledonia AIA | 1 – 1 (pro) | W Connection | Manny Ramjohn Stadium, San Fernando      |
| 20:00 UTC−4         | Abu Bakr 98'  | Relatório   | Leon 106'    | Público: 400 Árbitro: SUR Antonius Pinas |

|  |       | Penalidades |
|  | 4 – 3 |             |

| Campeonato de Clubes da CFU Campeão 2012 |
| ---------------------------------------- |
| Trindade e Tobago                        |
| Caledonia AIA 1º Título                  |